# محمد خلیلی
محمد خلیلی (متولد ۱۳۳۶)، فعال سیاسی، عضو فعال کانون نویسندگان ایران  و عضو افتخاری انجمن جهانی قلم  است که سابقهٔ زندان و بازداشت در حکومت محمدرضا پهلوی و جمهوری اسلامی را دارد.  وی در ده سالگی به تهران مهاجرت کرد.

## فعالیتها

### کانون نویسندگان ایران
فعالیت‌های کانون نویسندگان ایران در سال ۱۳۷۳ به تهیه و انتشار متن «ما نویسنده‌ایم» انجامید، که به متن ۱۳۴ مشهور گشت. در این متن ۱۳۴ نویسنده، منتقد، مترجم، و شاعر ایرانی خواستار آزادی بیان و قلم شده و به سانسورهای دولتی اعتراض کرده بودند. محمد خلیلی به عنوان یکی از اعضای هیئت هشت نفره همراه با منصور کوشان، هوشنگ گلشیری، سیما کوبان، محمد مختاری، رضا براهنی، فرج سرکوهی و محمد محمد علی در نگارش و تهیه امضاهای متن ۱۳۴ نقش مؤثری داشت. متن ۱۳۴ و گزارش هیئت هشت نفرهٔ اعضای کانون ـ که از چگونگی نگارش متن و جمع کردن امضاها گزارش داده بودندـ در آخرین شماره مجله تکاپو و در نشریه گردون منتشر شد.

### مجموعهٔ شعر
1. ارغوانی، ۱۳۵۳، انتشارات نیل (شاعر به دلیل چاپ بدون پخش این مجموعه از سال ۱۳۵۳ تا اواخر سال ۱۳۵۵ به مدت سه سال در زندان بوده‌است)
2. تا آزادی، ۱۳۵۷، انتارات نیل
3. آفتابگردان، ۱۳۶۵، انتشارات نگاه
4. آواز رنگ‌ها، ۱۳۶۵، انتشارات نگاه
5. همچون نارنجی شعله‌ور، ۱۳۶۷، انتشارات نگاه
6. سوخته‌زاران، ۱۳۷۰، انتشارات نگاه سبز
7. یارالی شعر لر (به زبان ترکی)، ۱۳۷۲، انتشارات تاخ
8. صدایم را به باران بسپار، ۱۳۷۴، انتشارات روزآمد
9. عطر کلمات، ۱۳۸۸، انتشارات ابتکار نو
10. روییدن از رؤیاها، ۱۳۹۰، انتشارات ابتکار نو
11. با نقره‌های نگاه ماه، ۱۳۹۰، انتشارات جان شیفته
12. سکوت آبی حوا، ۱۳۹۰، انتشارات جان شیفته
13. افروزه ها، ۱۳۹۸، انتشارات گل آذین
14. ماه و بلدرچین ها، ۱۳۹۸، انتشارات گل آذین

### مجموعهٔ داستان
1. زیر براده‌های سرب، ۱۳۷۱، انتشارات نگاه سبز
2. گل سرخی بر گیسو، ۱۳۹۱، انتشارات جان شیفته

### ترجمه
1. سیلاب‌های خروشان (رمان)، اسماعیل شیخلی، ۱۳۸۵، انتشارات مازیار
2. افسانه‌های آذربایجان (ده جلد)، ۱۳۷۲، انتشارات مینا
3. آفتاب آبی (گزیده‌ای از شعرای نوگرای جمهوری آذربایجان)، انتشارات خنیا
4. نادر شاه (نمایشنامه)، نریمان نریمانف، ۱۳۵۸، انتشارات امیرکبیر
5. شعرهای عاشقانه برای آزادی، اریش فرید، به همراه ژیلا مشعشعی، انتشارات مازیار
6. پری خاله و لنین، میرزا ابراهیموف، ۱۳۹۸، انتشارات گل آذین

### گردآوری
1. همیان ستارگان(آنتولوژی هفتاد سال داستان کوتاه در ایران)، انتشارات هوش و ابتکار[۲]